# 郭树清
郭树清（1956年8月—），内蒙古乌兰察布人，中华人民共和国政治人物。1974年8月参加工作，1984年4月加入中国共产党。南开大学哲学系毕业，中国社会科学院马列所法学博士，研究员。现任第十四届全国人民代表大会财政经济委员会副主任委员。曾任国家外汇管理局局长，中国建设银行董事长，中国证券监督管理委员会主席，山东省人民政府省长，中国银行业监督管理委员会主席，中国银行保险监督管理委员会主席、中国银行保险改革领导小组组长、中国人民银行副行长。中国共产党第十七届中央委员会候补委员，第十八、十九届中央委员会委员。

## 生平

### 早年经历
郭树清出生于内蒙古自治区察哈尔右翼后旗。他的父母有五个女儿，两个儿子，郭树清在七个子女中排行第三。他成长于四子王旗乌兰花镇。文化大革命中，他的父亲被打成内人党成员，无辜而死。
1974年8月，四子王旗第一中学毕业的郭树清到内蒙古四子王旗红格尔公社阿日点力素大队插队劳动。1978年，考入南开大学哲学系学习；1982年，进入中国社科院研究生院，攻读科学社会主义专业硕士学位；毕业后，留在社科院从事学术研究工作，同时在职读中国社会科学院研究生院比较社会主义体制专业博士研究生，导师为苏绍智。在此期间，郭树清曾于1986年间，借调国务院经济体制改革方案设计办公室工作；于1986年7月赴牛津大学圣安东学院作访问研究一年。1988年2月，获法学博士学位，学位论文题目为《模式的变革与变革的模式》。

### 仕途
1988年9月，郭树清任国家计委经研中心综合组副组长（副司级）。1993年4月，任国家经济体制改革委员会综合规划和试点司司长。1995年9月，任国家经济体制改革委员会宏观调控体制司司长。1996年2月，任国家经济体制改革委员会党组成员，秘书长兼机关党委副书记。1998年3月，任国务院体改办党组成员兼机关党委副书记。
1998年7月，任贵州省人民政府副省长，晋升副部级。
2001年4月，任中国人民银行副行长兼国家外汇管理局局长。2003年12月，任中央汇金投资有限责任公司（简称汇金公司）董事长。2005年3月，任中国建设银行股份有限公司董事长。2007年10月，在中共十七大上，当选中央候补委员。2011年10月，任中国证券监督管理委员会第六任主席，晋升正部级。在2012年11月召开的中共十八大上，当选中央委员。
2013年3月19日，任中共山东省委副书记。2013年3月29日，任山东省人民政府副省长、代理省长。6月2日，被山东省第十二届人大常委会第二次会议补选为第十二届全国人民代表大会代表，6月5日正式当选为山东省人民政府省长。
2017年2月24日，郭树清转任中国银监会第三任主席。2018年3月，中国银监会与中国保监会合并成立中国银行保险监督管理委员会，郭树清自3月21日起担任新成立的银保监会首任主席，同时担任中国人民银行党委书记、副行长。8天后，郭树清同时开始兼任中国银行保险改革领导小组组长。
2023年3月5日，第十四届全国人民代表大会一次会议上经过表决，通过了十四届全国人大财政经济委员会主任委员、副主任委员、委员名单，郭树清被选入财政经济委员会。
2023年7月，人社部公布，免去郭树清的人民银行副行长职务。郭上周卸去人行党委书记，至今已卸下所有政府部门职务，仅保留全国人大财经委副主任职称。潘功胜接任其中国人民银行党委书记职务。

## 观点
- 郭树清在其文章《关于中国经济若干基本问题的思考》中提出，“从上世纪80年代开始，中国逐渐引进借鉴宏观经济学。在相当长的时间里，我们争论的是基本概念和原理。至于应用于中国经济分析，困难就更多了，最大的问题是，研究的对象本身并不是一个市场经济体系。这带来双重危险，要么不注意这种差别，这往往会导致生搬硬套；要么过分强调中国的特殊性，最后就可能走向任意解释和发挥。在这种情况下，中国的经济学家和外国同行们事实上很难全面沟通。当然更重要的是，以不完整的理论为基础的经济政策势必会存在很大的随意性。”[14]
- 不买境外股票：“中国增加外汇储备时，第一考虑安全性，第二是流动性，第三才是盈利性，确保安全性，我们的投资不能有很大风险。我们主要购买（外国）政府债券、政府机构债券、资信特别好的债券以及很少一部分公司债券，我们不在境外购买股票。”[15]
- 外汇储备不能借给企业：“外汇储备经营管理特别强调安全性和流动性。这决定了外汇储备主要投资于国际市场上信用等级较高的债券。如果借给国内商业银行和企业使用，这部分外汇就不能为国家随时可以使用，也就不能再算作国家的外汇储备。同时，企业对外借债属于商业行为，中国人民银行和国家外汇管理局是国家政府机构，没有发放商业贷款的职责，从法律上说，也没有这种资质。另外，中国外汇储备是中央银行使用基础货币而不是财政结余购买的，因此外汇储备不可以无偿划拨使用。[15]
- “我国的外汇储备是按长期的、战略性的结构安排的，不以赚取短期收益为目的，所以在日常交易中，通常不会发生实际交易损失。美元汇率变化带来的损失更多是账面损失。目前，美元仍然是国际货币体系中最主要的货币，而且我国国际结算货币主要是美元，外债大部分也是美元。因此，我国外汇储备中美元资产占了较大比重，但这并不意味着美元贬值会使储备资产缩水。”[16]
- 在2018年陆家嘴论坛的主旨演讲中，郭树清称，“理财产品收益率超过6%就要打问号，超过8%很危险，超过10%就要做好损失全部本金的准备”。[17]
- 2021年3月2日，郭树清在发布会上表示，“中国房地产领域的泡沫仍然较大，金融化泡沫化倾向比较强，是金融体系最大的灰犀牛”。他说，“很多人买房不是为了居住，而是为了投资投机，这是很危险的”，强调要“必须既积极又稳妥地促进房地产市场平稳健康发展”[18]。